# A.C. Milan w sezonie 1923/1924

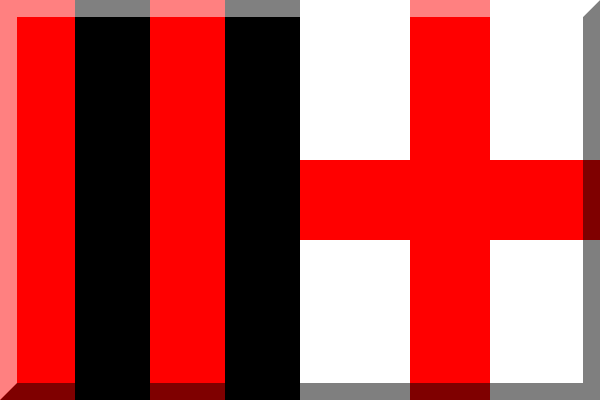
Klubowe barwy Milanu

Osiągnięcia piłkarskiego zespołu A.C. Milan w sezonie 1923/1924.

## Osiągnięcia
- Mistrzostwa Włoch: 9. miejsce w eliminacyjnej grupie północnej

## Podstawowe dane
- Oficjalna nazwa klubu: Milan Football Club
- Siedziba klubu: Bar Vittorio Emanuele, Via Orefici 7
- Boisko: Viale Lombardia
- Prezes klubu:  Piero Pirelli I
- Trener zespołu:  Ferdinand (Ferdi) Oppenheim
- Kapitan drużyny:  Francesco Soldera I